# Kabuki (comics)
Pour la forme de théâtre japonais, voir Kabuki.
Kabuki est une série de comics créée par David W. Mack en 1994.

## Albums
Panini Comics (1ère série)
1. Songes
2. À fleur de peau
3. Psyché

Panini Comics (2ème série)
1. Métamorphose (Kabuki: Metamorphosis #1-9)
2. Recueil (Kabuki: The Ghost Play, Kabuki: Dreams of the Dead, Kabuki Color Special, Kabuki ½, Kabuki: Skin Deep #1-3 et Kabuki: Masks of the Noh #1-4)
3. Cercle de sang (Kabuki: Fear the Reaper,Kabuki: Circle of Blood #1-6 et Kabuki: Dance of Death)